# Prix littéraire des bouquinistes du Saint-Laurent
Le prix littéraire des bouquinistes du Saint-Laurent est un prix littéraire québécois qui vise à souligner l'excellence d'une œuvre méconnue qui a su résister aux modes et qui touche encore le public.
Toute œuvre de langue française publiée par un auteur francophone toujours vivant, né ou résidant au Québec, dont les débuts remontent à plus de dix ans sont admissibles. L'auteur de cette œuvre doit avoir au moins trois livres à son crédit. Le prix consiste en une bourse de 2 000 $ offerte par Essilor Canada, partenaire des Bouquinistes du Saint-Laurent.
La remise du prix a lieu à la fin du printemps.

## Lauréats
- 2002 - Louis Gauthier[1]
- 2003 - Marcel Trudel
- 2004 - André Ricard
- 2005 - Henri Tranquille
- 2006 - Gilles Vigneault
- 2007 - Guillaume Vigneault